# Trabona
Trabona è un cognome di lingua italiana.

## Varianti
Il cognome non presenta varianti.

## Origine e diffusione
Il cognome è tipicamente siciliano.
Potrebbe costituire un'abbreviazione del latino intra bonum, "dentro il bene", ed essere quindi una variante del cognome Boni.